# 라오볜구

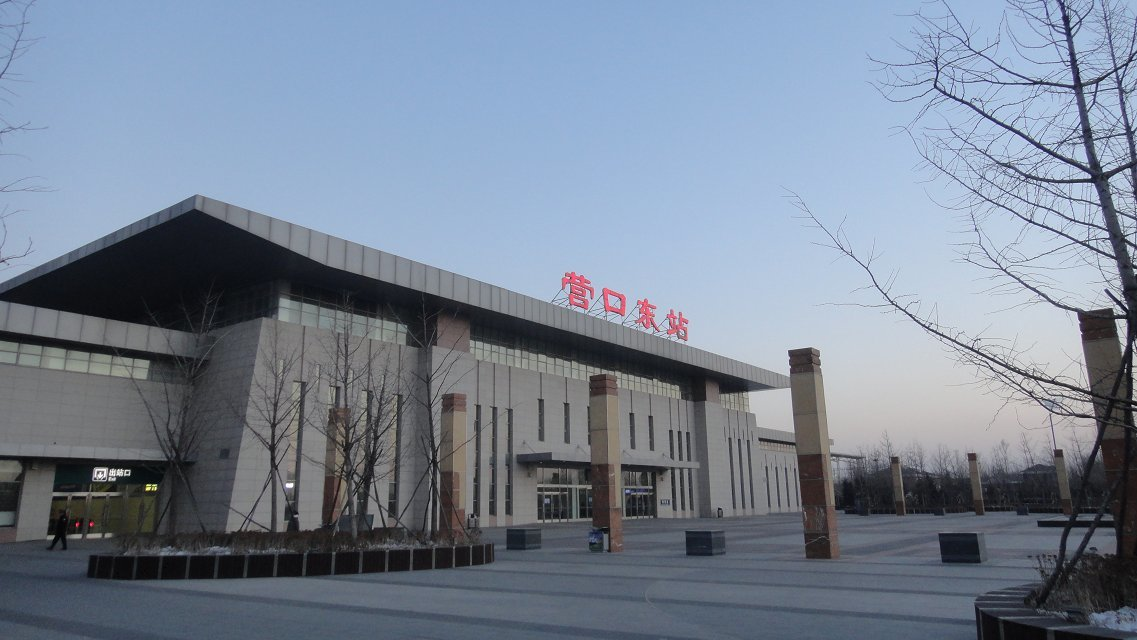

라오볜구(한국어: 노변구, 중국어: 老边区, 병음: Lǎobiān Qū)는 중화인민공화국 랴오닝성 잉커우 시의 행정구역이다. 넓이는 305km2이고, 인구는 2007년 기준으로 130,000명이다.

## 행정 구역
2개 가도, 4개 진을 관할한다.
- 가도: 老边街道, 城东街道.
- 진: 路南镇, 柳树镇, 边城镇, 二道镇.